# Lagen om jämställdhet mellan män och kvinnor i arbetslivet
Lagen om jämställdhet mellan män och kvinnor i arbetslivet var en svensk lag, som infördes 1979 och avskaffades den 1 januari 1992, då i stället Jämställdhetslagen från 1991 infördes.
Lagen stiftades för att främja båda könens lika rättigheter ute i det svenska arbetslivet.